# Крисян, Шаварш
Шаварш Крисян (арм. Շաւարշ Քրիսեան, тур. Şavarş Krisyan; 22 июля 1886, Константинополь, Османская империя — 15 августа 1915, Анкара, Османская империя) — выдающийся деятель армянского спорта. Создатель, тренер и игрок первого армянского футбольного клуба «Балталиман». Популяризатор физической культуры: педагог, писатель, публицист, журналист, основатель и главный редактор первого спортивного журнала Османской империи «Мармнамарз», издававшегося на армянском языке. Принимал участие в организации серии Армянских Олимпийских (Панармянских) игр и подготовил проекты Всеобщего армянского физкультурного союза «Оменетмен» и Армянской футбольной лиги, реализованных спустя несколько лет после его гибели. Жертва геноцида армян.

## Биография
Этнический армянин, Шаварш Крисян был уроженцем Бешикташа. Образование начал получать в армянской школе, расположенной там же, в родном для него районе Константинополя, продолжил — в престижной школе Ретеоса Берберяна в Ускюдаре. После окончания в 1905 году частного американского Колледжа Роберта в Арнавуткёе, историческом пригороде османской столицы, отправился учиться за рубеж, в парижский Лицей Жансон-де-Сайи. С директором указанного Лицея, профессором Деспонье, Крисян был знаком со времён Колледжа Роберта, где французский преподаватель вёл курсы физического воспитания. По завершении обучения в Париже Крисян в практических целях прибыл в Лондон, где уже проходили Игры IV Олимпиады, и именно здесь, в антураже большого спортивного праздника, устройство и организацию которого, к тому же, он имел возможность наблюдать изнутри, окончательно определил свою судьбу. Вернувшись в июле 1909 года в Константинополь, Шаварш Крисян развернул титаническую общественную деятельность на ниве всемерного содействия развитию спорта и физического воспитания.

### «Балталиман»
Ещё в период обучения в Колледже Роберта, в 1905 году, Шаварш Крисян организовал «Балталиман» — первый армянский футбольный клуб Османской империи, получивший название в честь константинопольского предместья. Запрещённый по всей территории государства, футбол оказывался вне досягаемости властей в пределах владений американского Колледжа, и в кратчайшие сроки, при неизбежном содействии, носившем на рубеже веков общемировой характер, со стороны местных и заезжих англичан, стал сверхпопулярным у христианской молодёжи. В состав команды клуба-первопроходца вошли как учащиеся константинопольского учебного заведения, так и простые армянские юноши близлежащих селений; Шаварш Крисян, непосредственно отыгравший за команду первые месяцы её существования, вплоть до отбытия в Западную Европу, сознательно установил внесоциальные, внеклассовые принципы её формирования, что в условиях расширяющейся пропасти между армянской элитой и армянским же простонародьем Османской империи имело огромное значение. Уже без Крисяна в составе, в 1906 году в рамках одного из константинопольских турниров «Балталиман» одержал знаменательную победу над своим турецким подражателем — «Галатасараем» — со счётом 5:0 в первом в истории матче между армянской и турецкой футбольными командами.
Появление «Балталимана», прежде которого в стране существовали английские и греческие футбольные команды, вызвало цепную реакцию в среде армянского сообщества: основание всё новых и новых футбольных команд приняло массовый характер. В дальнейшем новообразованные команды объединялись и переформировывались; из великого множества футбольных коллективов, основанных на волне энтузиазма середины 1900-х годов, к началу следующего десятилетия сохранились и устоялись около двадцати. Подвергся реорганизации и великий по своему значению для организации, совершенствования и популяризации армянского футбола «Балталиман» — в 1910 году команда в соответствии с планами развития армянского спорта в преддверии проведения I Панармянских игр подверглась переформатированию в два новых коллектива: «Аракс», с ходу зарекомендовавшего себя одним из сильнейших клубов Османской империи и закрепившего турнирные успехи межнационального уровня победой в международной лиге Румелии, и «Торк», с успехом участвовавшего, наряду с родственным клубом, в Панармянских играх; и в дальнейшем зарегистрированных вне связи с предшественником.

### «Мармнамарз»
Если в период обучения Крисяна в константинопольских школах занятия физической культурой были сопряжены с немалым риском — в османской Турции поднимающийся стараниями энтузиастов-христиан спорт, в особенности футбол, находился под негласным, но решительным запретом, что, вкупе с этнической принадлежностью абсолютного большинства спортсменов, армян и греков, и особенностью политики в отношение указанных народов в эпоху правления падишаха Абдула-Хамида II, вызывало острейшую необходимость скрывать от властей проведение различных спортивных мероприятий посредством всевозможных ухищрений, вплоть до проведения матчей и состязаний на изолированных островах Мраморного моря, то к его возвращению всё кардинально изменилось. Хаотизация политического режима, вызванная младотурецкой революцией и её последствиями, вызвала спонтанную демократизацию культурной жизни в европейской и анатолийской частях империи, в том числе — и массовое создание спортивных и гимнастических обществ, теперь и при широком участии собственно турок, впрочем, безнадёжно в плане физической культуры отставших от своих христианских соотечественников и не могущих составить им конкуренции ни в одном из видов спорта до самого конца османского государства, до трагических событий, связанных с истреблением как армянской, так и греческой спортивной элиты на его пространстве. С возвращением в родной город Шаварш Крисян стал работать преподавателем физического воспитания в армянских школах, но для действенной пропаганды своих идей одной лишь педагогической практики было мало, и, осознавая это, Крисян приступил к поискам более действенного метода по продвижению физической культуры и популяризации спорта в Константинополе. Таковым он в конечном счёте определил издание собственного журнала, посвящённого спорту.
Шаварш Крисян не стал ходить вокруг да около и в первом же номере периодического иллюстрированного журнала «Мармнамарз» («Физическая культура»), вышедшего в феврале 1911 года и одним фактом своего появления в печати совершившего спортивную революцию, обратился к армянской общине Константинополя и прилегающих районов с призывом консолидироваться в гимнастические союзы и спортивные клубы и, не медля, приступил к реализации интеграции армянского сообщества в международную спортивную культуру. События развивались стремительно: от первых писем в редакцию, выражавших глубокий интерес к начинаниям Крисяна и готовность всячески ему содействовать до исторической встречи в редакции журнала представителей уже сформированных клубов и обществ, договорившихся об организации первого всеармянского спортивного турнира в Османской империи, прошло менее месяца. Уже 1 мая 1911 года в одном из пригородов Константинополя на стадионе клуба «Юнион» под патронатом «Мармнамарза» и лично Шаварша Крисяна состоялись первые в истории Армянские Олимпийские (Панармянские) игры.

### Панармянские игры
В кратчайшие сроки Крисян и его единомышленники разработали устав турнира и формат соревнований, выработали правила и подготовили судейский корпус, запустили производство специальной спортивной формы и дизайн медалей и прочих знаков отличия. В программу Игр включались 16 легкоатлетических дисциплин, в том числе беговые, прыжковые, а также метание ядра и диска. Беспрецедентный в Османской империи спортивный праздник продолжался около четырёх часов на протяжении воскресного дня и привлёк не менее двух тысяч зрителей. Благодаря этому успеху влияние Крисяна распространилось и на армянонаселённые города Западной Армении, в частности Ван, Трапезунд и Эрзурум, и на армянские общины прочих анатолийских городов, в первую очередь Аданы и Кесарии. На момент проведения первых Панармянских игр в Османской империи под покровительством Шаварша Крисяна действовало свыше двадцати армянских спортивных клубов. До конца года в Константинополе и других городах открылось ещё свыше шестидесяти клубов и сообществ.
В «Мармнамарзе» тем временем наряду с информационными и популярными материалами стали публиковаться теоретические статьи: Крисян одним из первых перевёл спорт из разряда причуды и излишества, которым он воспринимался не только мусульманским населением империи, но и известной частью собственно армянской интеллигенции, в плоскость науки. Издание быстро переросло локальные рамки сугубо спортивного феномена и стало восприниматься социальным явлением, с точки зрения османских властей — явлением угрожающим. Редакция «Мармнамарза», помимо того, что стала штаб-квартирой, координирующей работу разветвлённой сети спортивных организаций, оказалась ещё и в авангарде движения за демократизацию османского общества, то есть вышла уже и за рамки армянских общин и начала апеллировать в том числе и к мусульманскому населению империи. Скандалом обернулась поздняя, 1913 года статья Крисяна под названием «Девушки», в которой он, остроумно удерживаясь на грани между тактичностью и озорством, обратился к женщинам-мусульманкам с призывом присоединиться к спортивному движению. Тогда же в адрес Крисяна начали поступать угрозы расправы.
В 1912 году с привлечением пожертвований и за счёт выручек от розыгрышей лотерей строительство спортивных залов и площадок по всей анатолийской Турции, не говоря о константинопольском регионе, продолжилось. Всё больше и больше людей вливались в масштабное спортивное движение, возглавляемое неутомимым Крисяном. Параллельно с подготовкой II Панармянских игр он занимается организацией первой в истории поездки армянской делегации на Олимпийские игры, что встречает сопротивление властей, впрочем, достаточно вялое: режим, установленный в стране умеренным крылом младотурков, уступит место радикалам только спустя год. Государство в итоге так и не примет ровным счётом никакого участия в организации поездки; все расходы на себя возьмёт армянская община Османской империи.
Вторые Панармянские игры были успешно проведены там же, где и первые, 23 июня 1912 года, и в этот раз фактически выполняли функцию подготовительного этапа к предстоящим Играм V Олимпиады в Стокгольме.

### Олимпийские игры 1912
Шаварш Крисян, раз и навсегда покорённый в 1908 году олимпийским движением, воспринимал вдохновлённую и подготовленную им поездку османской, а по факту — армянской делегации на главное событие в мире спорта не менее, чем делом своей жизни. В Стокгольм, отстаивать честь армянского народа и, за отсутствием собственно турецких спортсменов, попутно и честь османского стяга, отправились два спортсмена: Мкртыч Мкрян и герой обеих Панармянских игр Ваграм Папазян.
Напутствием армянским атлетам и вместе с тем — манифестом, адресованным международному сообществу, звучат слова из статьи Крисяна, опубликованной незадолго до начала стокгольмской Олимпиады:

Не так важно, будет Ваграм Папазян первым или последним, — важно его участие как армянина. Пусть он будет последним, но выступит там, пусть на этом форуме больших наций будут представлены и армяне. Вот уж тридцать лет армяне известны Европе как подвергаемая грабежам и убийствам нация, как синоним слёз и крови, и сейчас настало время, чтобы о нас заговорили иначе. Мы хотим, чтобы цивилизованный мир узнал нас и в наших достижениях.
По поводу отсутствия в Османской империи турецких спортсменов, способных выступать на приемлемом уровне на статусных турнирах, Шаварш Крисян иронизировал: «До сих пор, насколько нам известно, ни один османец не выступал на спортивных аренах, но мы надеемся, что и в спорте, как и во многих других делах, армяне, выставляя своих спортсменов, будут высоко держать знамя Османской империи». Словно в продолжение иронично-снисходительной линии, установленной Крисяном, Мкрян и Папазян не упускали возможности замолвить словечко за представляемое ими государство. Так, получила известность история вокруг османского флага, который, в знак протеста шведских организаторов Игр против киликийской резни 1909 года, не был размещён в городе вместе с флагами других стран-участниц, но, после соответствующего протеста армянских спортсменов, в конечном счёте был поднят и развешан наряду с остальными. Всё это происходило при наличии в составе османской делегации турка-османа Селима Тарджана, чиновника, эту делегацию официально возглавлявшего, впоследствии известного своими националистическими и антиармянскими взглядами, но в столице европейского государства предпочевшего помалкивать и всячески дистанцироваться от собственных же спортсменов.
Несмотря на отсутствие завоёванных медалей выступления Мкряна, занявшего 5-е место в общем зачёте легкоатлетических дисциплин, и Папазяна, лидировавшего на дистанции 1500 м, но потерявшего сознание за несколько метров до финиша, были восприняты в армянском сообществе однозначно положительно. Не успели подойти к концу Игры в Стокгольме, а редакция «Мармнамарза» уже занялась подготовительной работой для участия армянских спортсменов в следующей, так и не состоявшейся Олимпиаде 1916.

### Последние годы
Третьи Панармянские игры, прошедшие на фоне резкого ухудшения межэтнической ситуации в Османской империи, связанного с радикализацией младотурецкого правительства, проводились под патронатом Патриарха Константинопольского и в целом характеризовались повышенным вниманием со стороны главных христианских элит империи, армянской и греческой. Четвёртые Панармянские игры, открытые 14 июня 1914 года выпусканием голубей, что символически обозначало преемственность данных игр по отношению к древнеармянским Новасардским играм, оказались прерваны Первой мировой войной.
Последними известными проектами Шаварша Крисяна были Всеармянский физкультурный союз, об организации которого он впервые заговорил после Панармянских игр 1911 года, и Армянская футбольная лига, благо армянские футбольные команды с начала 1900-х гг. являлись сильнейшими в Османской империи наряду с греческими и учреждение для них соответствующего турнира было вопросом времени. Крисян многое успел осуществить, начав практически с нуля, пожалуй, больше, чем мог бы вынести на своих плечах одиночка, но и стремиться по-прежнему было к чему, и, учитывая его работоспособность, неиссякаемый энтузиазм, страсть к открытиями, имело смысл смотреть в будущее с оптимизмом. В конце концов, признанному лидеру армянского спортивного движения Крисяну не было ещё и тридцати лет.
«Мармнамарз» выполнил свою роль, став тем ядром, вокруг которого объединились молодые армяне Османской империи, будущее народа, но также задел и других, тех, кто поднялся на волне младотурецкого национализма и приступил с 1913 года к устроению новой Турции, впоследствии передав эстафету кемалистам. Относительно недавно спортивный азарт армян вызывал в основной среде османских мусульман брезгливость и неприятие; спустя считанные годы, попав под каток повального увлечения спортом своих соседей, турки тоже двинулись по проторённому пути, не имея, однако, ни успеха, ни удовлетворения. Тем не менее с этого пути они не свернули, однако армянский спортивный энтузиазм на своей почве гипертрофировали, извратив культуру физического развития и здорового соперничества националистическим ядом. И вот, накануне мировой войны, османское правительство, ранее либо безучастное к развитию спорта, либо прямо к нему, спорту, враждебное, спешно организовывает мусульманские спортивные союзы по примеру армянских и греческих, не жалея средств, ставя перед каждым из вновь созданных клубов одну и ту же задачу: во что бы то ни стало "бороться против спортивных успехов национальных меньшинств". Уже на декларативном уровне создаваемый под присмотром Талаат-паши турецкий спорт заряжается негативной программой. Прежние, основанные христианами спортивные организации, под давлением сверху распускаются, наиболее яркие фигуры армянского и греческого спортивных движений запугиваются; начинается война, следом — террор.
В 1914 году, в первые дни войны, ставшей мировой, в последний раз выходит «Мармнамарз». Тогда же Крисян обращается к французскому консулу, намереваясь вступить во французскую армию, но внезапно слегает с болезнью. В ночь на 21 апреля 1915 года по всему Константинополю проходят аресты армянской интеллигенции: врачей, журналистов, писателей, политиков, юристов. В числе захваченных турецкими полицейскими — Шаварш Крисян. Тысячи армян депортируются в глубину Анатолии, многие гибнут в пути в невыносимых условиях, другие достигают конечных пунктов, но лишь для того, чтобы быть казнёнными. В июне и июле Крисян содержался в одной из тюрем Айяша, селения в провинции Анкара, в нескольких десятках километрах от одноимённого города. 15 августа 1915 года Шаварш Крисян был вывезен из тюрьмы и убит, предположительно, на окраине Анкары.

### Возрождение армянского спорта в 1918 — 1922 годах
В 1918 — 1922 гг. армянский спорт в занятом союзными войсками Константинополе пережил период возрождения. Работа, начатая Шаваршем Крисяном, была продолжена; его проекты — воплощены в жизнь. 18 ноября 1918 года в столице состоялось первое шествие «Оменетмена», в основу которого легли идеи и принципы, разработанные Крисяном, признанным, несмотря на гибель за три года до этого, основателем организации. До конца года константинопольские клубы провели первые после четырёхлетнего перерыва Панармянские игры; с 1919 года к ним присоединились спортивные организации Смирны, занятой греческими войсками. В 1921 году — учреждена Армянская футбольная лига.
Памяти армянских спортсменов был посвящён номер константинопольского журнала «Ай скаут», систематизировавший известные данные о погибших, в их числе — о Шаварше Крисяне, и вышедший 24 апреля 1920 года.
С конца 1922 года, когда были проведены последние перед возрождением уже в независимой Армении Панармянские игры, в связи с отступлением греческих войск и готовящейся эвакуацией Антантой Константинополя, начинается исход армянского и греческого населения из столичного региона и малоазийского побережья. Традиции армянского спорта были продолжены уже в эмиграции; филиалы, фактически независимые центры «Оменетмена» открывались в дальнейшем по всему миру.

## Память
В октябре 2019 года в Ереване перед зданием Государственного института физической культуры и спорта Армении был установлен бюст Шаварша Крисяна.